# Mariedal, Umeå

Mariedal är ett bostadsområde i Umeå, beläget väster om den större stadsdelen Mariehem. Bebyggelsen är i huvudsak radhus och radhusliknande bostadsrättslägenheter. Till Mariedal räknas också ett affärsområde som ligger som en remsa vid sidan av området, mellan Björnvägen och E4.
Stadsdelens namn fastställdes av Umeå stadsfullmäktige 1969-09-15.